# Staffan Burenstam Linder
Hans Martin Staffan Burenstam Linder, ursprungligen Linder, född 13 september 1931 i Norberg i Västmanlands län, död 22 juli 2000 i Djursholm, var en svensk professor i nationalekonomi, högskolerektor och moderat politiker.

## Bakgrund
Staffan Linder var son till jägmästare Martin Linder och Marianne Linder, född Burenstam. Linder började i vuxen ålder använda namnet Burenstam i syfte att bevara det till eftervärlden sedan den siste bäraren av det adliga namnet, morfadern Fredrik Burenstam, avlidit utan manliga arvingar 1949. I den akademiska världen är Burenstam Linder känd under efternamnet Linder (t.ex. Linderhypotesen). Det var inte förrän under 1980-talet som familjen registrerade efternamnet Burenstam Linder.
Burenstam Linder var professor i nationalekonomi vid Handelshögskolan i Stockholm 1974–1995 och var vidare Sveriges handelsminister under perioderna 1976–1978 och 1979–1981. Han var Handelshögskolan i Stockholms rektor åren 1986–1995. Åren 1991–1994 var han ordförande i Riksbanksfullmäktige och 1995–2000 ledamot av Europaparlamentet.

## Utbildning
Burenstam Linder skrevs in vid Handelshögskolan i Stockholm höstterminen 1951 och blev civilekonom i januari 1954, efter att ha läst nationalekonomi, företagsekonomi och ekonomisk geografi i lika delar. Nationalekonomi var hans bästa ämne. Han tenterade för Bertil Ohlin och var amanuens i nationalekonomi 1952-1953. Burenstam Linder skrev sin licentiatavhandling för Bertil Ohlin, om ekonomiska unioner 1958. Under sin tid som doktorand handleddes han av Ohlin. Burenstam Linder disputerade i maj 1961 på doktorsavhandlingen An essay on trade and transformation och blev därigenom ekonomie doktor (ekon.dr).

## Politisk gärning
Burenstam Linder var under lång tid en centralfigur inom Moderaterna. Det spekulerades flera gånger kring honom och den moderata partiledarposten, särskilt under det sena 1970-talet då många trodde att han skulle efterträda Gösta Bohman.
Bland hans politiska poster kan nämnas riksdagsledamot för Moderaterna i Stockholms läns valkrets 1969–86, förste vice partiordförande för Moderaterna 1970–81, handelsminister 1976–78 och 1979–81, ordförande för riksbanksfullmäktige 1991–94 samt ledamot av Europaparlamentet 1995–2000.  
Peter J. Olsson, politisk redaktör på Kvällsposten, skrev i en recension av Carl Ugglas biografi Staffan Burenstam Linder - den visionära handlingmänniskan (Ekerlids förlag, 2006):
Staffan Burenstam Linder var nationalekonom av facket och lät också fackkunskapen prägla mycket av sin politiska verksamhet. Men det utmynnade, till skillnad från många andra nationalekonomer i politiken, inte i något helikopterperspektiv på samhället där politikerna genom fiffiga styrmedel, höjda och sänkta bidrag och väl insatta skattejusteringar skulle få ekonomin att flyta väl. Snarare låg intresset på hur människorna i samspel skapar ett verkligt "välfärdssamhälle", som han kallade det i kontrast till "välfärdsstaten". I dagens moderata politik finns också nationalekonomisk teori som en tung komponent. Men frågan är om de inte skulle ha behövt en Burenstam Linder för att reda ut det där med vilket perspektiv som ska gälla: den styrande statens helikopterperspektiv, eller de vanliga människornas vardagsrumsperspektiv.

## Akademisk verksamhet
Burenstam Linder blev docent i nationalekonomi vid Handelshögskolan i Stockholm 1961, var gästprofessor vid Columbia University 1962–1963, ekonomisk konsult vid Stockholms enskilda bank 1965–1975, gästprofessor vid Yale University 1966, professor i internationell ekonomi vid Handelshögskolan 1974–1988, gästprofessor vid Stanford University 1983–1984, rektor för Handelshögskolan i Stockholm 1986–1995 och innehavare av Tore Browaldhs professur i internationell ekonomi vid samma högskola 1988–1995. 

### Den rastlösa välfärdsmänniskan: tidsbrist i överflöd
Linder skrev också en bok släppt år 1969 som skulle komma att bli uppmärksammad även utomlands. Namnet på denna bok var "Den rastlösa välfärdsmänniskan : tidsbrist i överflöd". Boken behandlar hur ett ensidigt fokus på tillväxt resulterar i tidsbrist. I boken utforskar Staffan den genomsnittliga lönearbetarens situation i i-länder och påpekar att trots det ökande utbudet av varor och konsumtionsartiklar, upplever människor en allt större brist på tid. Boken diskuterar också olika sätt att spara tid och delar in kulturer i tre kategorier baserat på deras förhållande till tid. Trots att den skrevs innan klimatfrågan blev en modernitetens stora ödesfrågor och före bildandet av gröna partier, förutser Linder en "ny form av ekonomiskt slaveri" som antas komma att ta sig i uttryck i en destruktiv riktning för både naturen och människan själv.

### Tiden som rektor för Handelshögskolan i Stockholm, 1986–1995
Handelshögskolan i Stockholms direktion utsåg 1986 Staffan Burenstam Linder till att efterträda Per-Jonas Eliæson (rektor 1970–1986) som högskolans rektor. Genom sin tjänst som rektor var han ex officio, genom sitt ämbete, garanterad en plats i Handelshögskolan i Stockholms direktion, högskolans högsta verkställande organ. Den nye rektorn hade höga ambitioner för högskolan. I en intervju i Dagens Industri, strax efter tillträdet, sa Burenstam Linder "Handelshögskolan i Stockholm ska vara i världsklass. Den ska mäta sig med de absolut bästa i världen: Stanford, Harvard och Wharton School". Handelshögskolan hade dittills främst varit inriktad på Sverige och svenska företag.
Burenstam Linders tid som rektor innebar att perspektivet förändrades och högskolan växte kraftigt, i Sverige såväl som internationellt. Bland annat etablerades systerskolan Stockholm School of Economics in Riga 1994 efter Burenstam Linders initiativ. Han tog också initiativ till grundandet av ytterligare en systerskola, Stockholm School of Economics in Russia, vilken öppnade i Sankt Petersburg 1997, två år efter hans avgång som rektor. Expansionen kostade mycket pengar. Högskolan hade dittills haft två huvudsakliga finansieringskällor. Dels bidraget från staten, dels avkastningen på Handelshögskoleföreningens kapital. Burenstam Linder hade arbetat vid de amerikanska elituniversiteten Columbia, Yale och Stanford och tagit intryck av deras affärsmodell, som i mycket större utsträckning berodde av donationer från företag och privatpersoner. Han ville implementera en liknande modell vid Handelshögskolan.  
Handelshögskolan hade vid Burenstam Linders tillträde en framgångsrik sidoverksamhet, Institutet för företagsledning (IFL), som bedrev fortbildning för chefer. Problemet var att IFL var en stiftelse, varför det inte var möjligt att överföra vinstmedel från IFL till högskolans övriga utbildnings- och forskningsverksamhet. Han initierade därför grundandet av HHS Executive Education, som också erbjöd vidareutbildning av chefer, delvis i konkurrens med IFL, men var organiserat som ett företag (IFL och HHS Executive Education fusionerades senare till IFL vid Handelshögskolan i Stockholm).
Ett annat resultat av arbetet med att högskolans intäkter var Handelshögskolan i Stockholms partnerprogram, som Burenstam Linder grundade 1994. Detta satte sin tillit till näringslivets intresse för skolan och vilja att bidra med medel (2014 lanserades uppföljaren SSE Supporters, ett program varigenom privatpersoner, bland annat högskolans alumner, kan donera pengar till högskolan). Han utökade också kraftigt systemet med donationsprofessurer, varigenom stiftelser, företag och privatpersoner kunde donera pengar till skolan och få en professur uppkallad efter sig själva. Innan Burenstam Linders tillträde som rektor hade högskolan några enstaka donationsprofessurer, idag[när?] har man 20, fler än någon annan högskola eller universitet i Nordeuropa

## Familj
Burenstam Linder gifte sig 1956 med Thérèse-Marie Dyrssen (född 1936), som var rektor för Enskilda gymnasiet 1989–2003. Burenstam Linder, som inte var rökare, avled i lungcancer den 22 juli 2000. Han är begravd på Djursholms begravningsplats.

## Utmärkelser
- Hedersdoktor vid Université catholique de Louvain 1998